# AktionsGemeinschaft
Die AktionsGemeinschaft (AG) ist die derzeit auf Bundesebene zweitstärkste Fraktion innerhalb der Österreichischen Hochschülerinnen- und Hochschülerschaft (ÖH). Sie bezeichnet sich selbst als parteiunabhängig, steht aber der ÖVP nahe und wurde von ihr in den 1990er Jahren zeitweilig auch finanziell unterstützt. Derzeitige Bundesobfrau ist Krisztina Kamensky.

## Geschichte
Die AktionsGemeinschaft ging Anfang der 1980er-Jahre aus der Fusion der ÖVP-nahen Österreichischen Studentenunion (ÖSU) mit dem von Mitgliedern des ÖCV gegründeten Studentenforum hervor. Die ÖSU war ihrerseits aus dem „Wahlblock“, einem Wahlbündnis verschiedener christlich-konservativer Verbände (ÖCV, ÖKV) durch Fusion mit der Freien Österr. Studentenschaft (FÖSt) hervorgegangen. Der Wahlblock hatte die Gremien der ÖH schon seit ihrer Gründung im Jahre 1945 dominiert. In den 1970er-Jahren kam es infolge mehrerer Abspaltungen zu einem zeitweiligen Verlust der ÖSU-Vormacht. Diese Fusion 1982 geschah mutmaßlich unter dem Druck von ÖVP und Cartellverband.
Die AktionsGemeinschaft konnte seit ihrem erstmaligen Wahlantritt 1983 durchgehend bis 1995 – sowie erneut zwischen 1997 und 2001 – den bundesweiten ÖH-Vorsitz stellen, musste sich jedoch seit ihrer schweren Wahlniederlage 2001 (von 40,6 % auf 29,2 %) – den ersten ÖH-Wahlen nach Einführung von allgemeinen Studiengebühren sowie Publikation des Rechnungshofberichts, der Finanzströme von der ÖVP zur AG offenlegte – zumeist mit der Oppositionsrolle abfinden.
2004 sprach sich die AktionsGemeinschaft als eine der wenigen Fraktionen nicht gegen die Abschaffung der Direktwahl zur ÖH-Bundesvertretung aus. Durch die neue Wahlarithmetik wurde bei den ÖH-Wahlen 2005 eine Verzerrung der Mandatszahlen zugunsten der AktionsGemeinschaft befürchtet. Das Gegenteil trat jedoch ein, der VSStÖ profitierte von dem neuen Wahlmodus, die AktionsGemeinschaft verlor an fast allen Universitäten Stimmen (mit einigen Ausnahmen, etwa Medizinische Universität Wien). Nach der ÖH-Wahl 2007 gab es eine einjährige Koalition aus Unabhängigen Fachschaftslisten (FLÖ), Grüne & Alternative StudentInnen (GRAS) und VSStÖ. Nach der Hälfte der Amtszeit wurde der Vorsitzende Hartwig Brandls (FLÖ) abgewählt und in einer turbulenten Sitzung Samir al-Mobayyed zum neuen Vorsitzenden und Norbert Köck zum 2. stellvertretenden Vorsitzenden gewählt, womit die AG ein Jahr lang ohne Koalitionsbündnis den Vorsitz der ÖH führte. Bei der ÖH-Wahl 2009 konnte die AG ihr bestes Ergebnis seit 1999 verbuchen und ihre Position als mandatsstärkste Fraktion weiter ausbauen, war jedoch nicht in der Exekutive vertreten. Bei den ÖH-Wahlen 2011, 2013 und 2015 hatte die AktionsGemeinschaft jeweils Stimmenverluste zu verzeichnen, konnte jedoch ihre Position als stimmen- und mandatsstärkste Fraktion in der ÖH-Bundesvertretung verteidigen.
Die AktionsGemeinschaft soll sehr enge Beziehungen zum Cartellverband unterhalten (so gehörten im Jahre 2005 rund ein Drittel der AG-Mandatare in den Universitätsvertretungen auch dem CV an), dies wird vonseiten der AG aber zurückgewiesen. Die AktionsGemeinschaft ist Gründungsmitglied der European Democrat Students (EDS) und begleitete im Sommer 2011 im Rahmen des 50. Jahrestages der EDS die XXXV. Summer University in Wien.
Bei der ÖH-Wahl 2019 kandidierte die AktionsGemeinschaft mit Dominik Ramusch als ihren bundesweiten Spitzenkandidaten und konnte ihre Position als stimmenstärkste Fraktion mit leichtem Zugewinn (26,9 %) weiterhin behaupten, verfehlte jedoch abermals den Einzug in die ÖH-Exekutive. Im Oktober 2019 wurde Sabine Hanger zur ersten gewählten Bundesobfrau der AktionsGemeinschaft.
Bei einer turbulenten Sitzung im Oktober 2020, bei der alle drei Vorsitzenden der Fraktionen VSStÖ, GRAS und FLÖ zuvor zurückgetreten waren, wurde Sabine Hanger zur neuen Vorsitzenden der ÖH gewählt. Mit ihr stellte die AktionsGemeinschaft zum ersten Mal seit 12 Jahren wieder den Vorsitz in der ÖH-Bundesvertretung.
Bei der ÖH Wahl 2025 kandidierte die AG erstmals am Wiener Juridicum auf gemeinsamer Liste mit JUNOS.

### Bundesobleute
Die Bundesobleute der AktionsGemeinschaft seit 1994:
- 1994–1995 Günther Fehlinger
- 1995–1995 Harald Mahrer
- 1995–1996 Markus Keschmann
- 1996–1998 Feri Thierry
- 1998–2000 Uwe Trummer
- 2000–2002 Stephan Leisner
- 2002–2003 Christoph Rohr
- 2003–2005 Christoph Marx
- 2005–2008 Peter Hießberger
- 2008–2009 Attila Santo
- 2009–2009 Norbert Köck
- 2009–2010 Philipp Niederschick
- 2010–2011 Jan-Philipp Schifko
- 2011–2012 Martin Brenner
- 2012–2013 Florian Lerchbammer
- 2013–2015 Markus Habernig
- 2015–2017 Andreas Jilly
- 2017–2019 Dominik Ramusch
- 2019–2021 Sabine Hanger
- 2021–2022 Markus Baurecht
- 2022–2023 Muhammed Durmaz
- 2024–2024  Verena Gattinger
- seit 2024 Krisztina Kamensky

## Politische Position
Die AktionsGemeinschaft steht nach eigenen Angaben für eine ÖH-Politik, die sich nur um die Interessen der Studierenden drehen soll und nicht um Gesellschaftspolitik fernab der Hochschulen. Sie will dadurch die Interessen der Studierenden in den Vordergrund rücken und echte Verbesserungen im Studium erwirken.
Die AG setzt sich für einen Ausbau des Stipendien- und Beihilfensystems ein und für günstigere Tarife im öffentlichen Fernverkehr für Studierende. Dabei fordert der Verein ein österreichweites Studententicket um einen „fairen“ Preis. Eine zentrale Forderung des Vereins ist die Ausfinanzierung der österreichischen Hochschulen und der Ausbau von Drittmittelfinanzierungen, um genügend Plätze in den Lehrveranstaltungen zu schaffen. Ein weiterer Kernpunkt ist die Forderung nach einer besseren Mobilität während des Studiums (Studienplatzwechsel, Auslandssemester).
Gefordert wird außerdem mehr Einbindung der Studierenden in den Entscheidungsprozess der ÖH. Dies soll einerseits durch direkten Kontakt mit den Studierenden an den Hochschulen und andererseits durch regelmäßige Onlinebefragungen ermöglicht werden.

## Wahlergebnisse
Wahlergebnisse bei den ÖH-Wahlen seit 1989:
| 1989 | 36,0 %  |
| 1991 | 40,1 %  |
| 1993 | 44,4 %  |
| 1995 | 38,3 %  |
| 1997 | 39,8 %  |
| 1999 | 40,6 %  |
| 2001 | 29,2 %  |
| 2003 | 28,8 %  |
| 2005 | 24,7 %  |
| 2007 | 31,3 %  |
| 2009 | 33,3 %  |
| 2011 | 30,8 %  |
| 2013 | 27,2 %  |
| 2015 | 26,7 %  |
| 2017 | 26,39 % |
| 2019 | 26,9 %  |
| 2021 | 21,02 % |
| 2023 | 21,12 % |
| 2025 | 20,87 % |

## Der Verein an den österreichischen Hochschulen
Der Verein ist an sechs Universitäten in Wien vertreten und an acht weiteren in den anderen Bundesländern
- Wien: Universität Wien, Technische Universität Wien, Wirtschaftsuniversität Wien, Universität für Bodenkultur Wien, Medizinische Universität Wien, Veterinärmedizinische Universität Wien
- Graz: Universität Graz, Technische Universität Graz, Medizinische Universität Graz
- Linz: Johannes Kepler Universität Linz
- Salzburg: Universität Salzburg
- Klagenfurt: Universität Klagenfurt
- Innsbruck: Universität Innsbruck
- Leoben: Montanuniversität Leoben

Außerdem ist die AktionsGemeinschaft an den verschiedenen Fachhochschulen, pädagogischen Hochschulen und Privatuniversitäten vertreten:
- Wien: Fachhochschule (FH) des bfi Wien, Modul University Vienna, Ferdinand Porsche Fern-Fachhochschule, FHWien, FH Technikum Wien, Pädagogische Hochschule Wien, Pädagogische Hochschule Wien, KPH Wien
- Niederösterreich: MilAK Wiener Neustadt, Donau-Universität Krems, FH Krems
- Burgenland: FH Burgenland
- Oberösterreich: FH Oberösterreich
- Steiermark: FH Joanneum, FH Campus 02, Pädagogische Hochschule Steiermark, KPH Graz
- Kärnten: FH Kärnten
- Salzburg: FH Salzburg, PH Salzburg, Privatuniversität Seeburg
- Tirol: Management Center Innsbruck
- Vorarlberg: FH Vorarlberg

## Bekannte ehemalige Wahlblock-, ÖSU- und AG-Mitglieder
- Gerald Bast, Rektor der Universität der angewandten Künste
- Helmut Brandstätter (ÖSU), Chefredakteur der Tageszeitung Kurier und Nationalratsabgeordneter (NEOS)
- Wolfgang Brandstetter (ÖSU), ehem. Vizekanzler und Justizminister
- Katharina Cortolezis-Schlager (ÖSU), ehemalige Wissenschaftssprecherin der ÖVP
- Gerfrid Gaigg (Wahlblock), ehem. Nationalrats- und EU-Abgeordneter (ÖVP)[32]
- Rainer Hazivar, ORF
- Gerhard Heilingbrunner (ÖSU), Präsident des Umweltdachverbandes
- Franz Karasek (ÖSU) ehem. Nationalrat
- Georg Karasek (ÖSU), Anwaltskanzlei KWR
- Andrea Kdolsky (AG)
- Katharina Krawagna-Pfeifer, Kolumnistin der Salzburger Nachrichten und ehemalige Kommunikationschefin der SPÖ
- Helmut Kukacka (ÖSU), ehem. Verkehrsstaatssekretär (ÖVP)[33]
- Harald Mahrer (AG), ehem. Bundesminister und Staatssekretär für Wissenschaft, Forschung und Wirtschaft (ÖVP); Präsident der WKO, des Österreichischen Wirtschaftsbundes uvm.
- Irmgard Marboe (AG), Völkerrechtlerin
- Andreas Maislinger, Initiator des österreichischen Gedenkdienstes und des Projektes Haus der Verantwortung
- Alois Mock (ÖSU), Außenminister und Vizekanzler
- Wilhelm Molterer (ÖSU), ehem. Finanzminister und Vizekanzler
- Claus Raidl (Wahlblock), Präsident des Generalrates der Österreichischen Nationalbank[34]
- Dominik Ramusch (AG), Bundesgeschäftsführer der ÖVP
- Andrä Rupprechter (AG), Bundesminister für Land- und Forstwirtschaft, Umwelt und Wasserwirtschaft (ÖVP)[35]
- Ludwig Scharinger (ÖSU), Generaldirektor der Raiffeisenlandesbank Oberösterreich[33]
- Gerfried Sperl (Wahlblock), Journalist und ehem. Chefredakteur der Tageszeitung Der Standard[36]
- Josef Stockinger (ÖSU), ehem. Agrarlandesrat in Oberösterreich (ÖVP)
- Ernst Strasser (ÖSU), ehem. Innenminister und EU-Abgeordneter (ÖVP)
- Matthias Strolz (AG), Parteigründer und ehem. Vorsitzender (NEOS)[37]
- David Stögmüller (AG), ehem. Bundesrat und Nationalratsabgeordneter (GRÜNE)
- Stefan Szyszkowitz, Vorstandsdirektor der EVN
- Feri Thierry (AG), Bundesgeschäftsführer (NEOS)[38]
- Leo Wallner (Wahlblock), ehem. Präsident des Österreichischen Olympischen Komitees und Generaldirektor der Casinos Austria[39]
- Markus Wallner (AG), Landeshauptmann von Vorarlberg (ÖVP)[40]
- Michael Sacherer (AG) Präsident Ärztekammer Steiermark[41]